# Иванов, Владимир Яковлевич
Владимир Яковлевич Иванов (1888 — не ранее 1917) — русский офицер, военный лётчик. Герой Первой мировой войны.

## Биография
Родился 15 июля 1888 года. Обучался в мореходном училище. В 1912 году после окончания Авиационного отдела Офицерской воздухоплавательной школы, был назначен в авиационный отряд Брест-Литовского воздухоплавательного батальона.  С 1913 года переведен в Брест-Литовский крепостной авиационный отряд, переименованный в 26-й корпусной авиационный отряд.
С 7 июля 1913 года по 18 июля 1914 года исполнял обязанности  фельдфебеля авиационного отряда. Участник Первой мировой войны. 18 декабря 1914 года "за боевые отличия" произведён в прапорщики. 23 ноября 1914 года за храбрость был награждён Георгиевским крестом 4 степени:
За то, что управляя лично аэропланом «Фарман-16», под действительным ружейным, пулеметным и шрапнельным огнем неприятеля, впервые бросил в укрепление крепости Перемышль неиспытанную до сего времени бомбу весом в 2 пуда 30 фунтов, что послужило принятию таковых, как наиболее соответствующих задачам разрушения оборонительных построек крепости. По сообщению с передовых позиций, бомба разорвалась в группе Седлиско весьма удачно, произведя, видимо, большое моральное впечатление, кроме сопровождающего взрыв бомбы разрушения
31 августа 1915 года за храбрость был награждён Орденом Святого Георгия 4 степени и произведён в подпоручики:
За то, что 24 июня 1915 года поднявшись на аэроплане в районе расположения Кавказской туземной конной дивизии на высоту около 2000 метров, после продолжительного боя, убив пулеметным огнем австрийского летчика, сбил неприятельский аппарат огнем с находившимся в нем наблюдателем, каковой аппарат после падения сгорел
7 февраля 1916 года за храбрость был награждён Георгиевским оружием:
За то, что управляя аэропланом, с явной опасностью для жизни от действительного артиллерийского, ружейного и пулеметного огня, во все время полетов в районе неприятельского расположения, в период операции армии на р.Днестр с 31 мая по 20 июня 1915 года совершил ряд полетов общей продолжительностью 28 часов, самоотверженно проникая, часто при исключительно неблагоприятном состоянии атмосферы, в глубокий тыл противника и летая по всему фронту соприкосновения армии с противником, произвел ряд разведок, своевременно доставляя верные и особо важные по времени и обстановке сведения о числе, положении, передвижениях значительных частей противника и наведении ими переправы через р. Днестр и тем дал возможность армии принять соответствующие обстановке решения, которые повлияли на успешный ход дальнейших операций армии
5 ноября 1916 года самолёт В. Я. Иванова потерпел аварию при посадке на аэродром, возвращаясь с разведки. Проходил лечение в Одессе и Москве. В декабре 1916 года возвратился в 26-й корпусной авиационный отряд. В июле 1917 году произведён в поручики и  прикомандирован к 1-му Одесскому авиационному парку, в октябре — к Одесской авиационной школе.